# Provinzwahlen in Italien 1997
Die Provinzwahlen in Italien 1997 fanden am 27. April (1. Wahlgang) und am 11. Mai (Stichwahl) sowie am 16. November (1. Wahlgang) und am 30. November (Stichwahl) statt. 

## Wahlergebnisse – 1. Semester

### Provinz Mantua
| Kandidaten                                                             | Kandidaten               | 2. Wahlgang | 2. Wahlgang | 1. Wahlgang                        | 1. Wahlgang | Listen | Stimmen | %   | Mandate |
| Kandidaten                                                             | Kandidaten               | Stimmen     | %           | Stimmen                            | %           | Listen | Stimmen | %   | Mandate |
| ---------------------------------------------------------------------- | ------------------------ | ----------- | ----------- | ---------------------------------- | ----------- | ------ | ------- | --- | ------- |
|                                                                        | Tiziana Gualtierigewählt | 92.232      | 43,4        | Partito Democratico della Sinistra | 52.925      | 24,9   | 10      |     |         |
| Partito della Rifondazione Comunista                                   | Tiziana Gualtierigewählt | 92.232      | 43,4        | 19.270                             | 9,1         | 4      |         |     |         |
| Partito Popolare Italiano – Rinnovamento Italiano – PRI                | Tiziana Gualtierigewählt | 92.232      | 43,4        | 14.551                             | 6,8         | 3      |         |     |         |
| Federazione dei Verdi                                                  | Tiziana Gualtierigewählt | 92.232      | 43,4        | 5.486                              | 2,6         | 1      |         |     |         |
| ↳ Gesamt                                                               | Tiziana Gualtierigewählt | 92.232      | 43,4        | 92.232                             | 43,4        | 18     |         |     |         |
|                                                                        | Augusto Manerba          | 51.487      | 24,2        | Forza Italia                       | 26.895      | 12,6   | 3       |     |         |
| Alleanza Nazionale                                                     | Augusto Manerba          | 51.487      | 24,2        | 20.557                             | 9,7         | 2      |         |     |         |
| CCD – Patto Segni – Rinascita Socialdemocratica – Federalisti          | Augusto Manerba          | 51.487      | 24,2        | 4.035                              | 1,9         | –      |         |     |         |
| Mandate der Listengruppe                                               | Augusto Manerba          | 51.487      | 24,2        | –                                  | –           | 1      |         |     |         |
| ↳ Gesamt                                                               | Augusto Manerba          | 51.487      | 24,2        | 51.487                             | 24,2        | 6      |         |     |         |
|                                                                        | Davide Boni              | 51.167      | 24,1        | Lega Nord                          | 49.373      | 23,2   | 4       |     |         |
| Lavoratori Padani                                                      | Davide Boni              | 51.167      | 24,1        | 1.794                              | 0,8         | –      |         |     |         |
| Mandate der Listengruppe                                               | Davide Boni              | 51.167      | 24,1        | –                                  | –           | 1      |         |     |         |
| ↳ Gesamt                                                               | Davide Boni              | 51.167      | 24,1        | 51.167                             | 24,1        | 5      |         |     |         |
|                                                                        | Bruno Bnà                | 9.454       | 4,4         | Mantova al Centro                  | 9.454       | 4,4    | 1       |     |         |
|                                                                        | Ilario Chiaventi         | 8.335       | 3,9         | Socialisti Italiani Uniti          | 8.335       | 3,9    | –       |     |         |
| Gesamt                                                                 | Gesamt                   | 171.075     | 100         | 212.675                            | 100         |        | 212.675 | 100 | 30      |
|                                                                        |                          |             |             |                                    |             |        |         |     |         |
| Quellen: Innenministerium, Kandidaten – Listen – 2. Wahlgang – Mandate |                          |             |             |                                    |             |        |         |     |         |

### Provinz Pavia
| Kandidaten                                                             | Kandidaten            | 2. Wahlgang | 2. Wahlgang | 1. Wahlgang | 1. Wahlgang | Listen                             | Stimmen | %    | Mandate |
| Kandidaten                                                             | Kandidaten            | Stimmen     | %           | Stimmen     | %           | Listen                             | Stimmen | %    | Mandate |
| ---------------------------------------------------------------------- | --------------------- | ----------- | ----------- | ----------- | ----------- | ---------------------------------- | ------- | ---- | ------- |
|                                                                        | Silvio Berettagewählt | 119.980     | 41,9        | 105.038     | 36,7        | Forza Italia                       | 61.017  | 21,3 | 11      |
| Alleanza Nazionale                                                     | Silvio Berettagewählt | 119.980     | 41,9        | 105.038     | 36,7        | 28.395                             | 9,9     | 5    |         |
| CCD – CDU                                                              | Silvio Berettagewählt | 119.980     | 41,9        | 105.038     | 36,7        | 15.626                             | 5,5     | 2    |         |
| ↳ Gesamt                                                               | Silvio Berettagewählt | 119.980     | 41,9        | 105.038     | 36,7        | 105.038                            | 36,7    | 18   |         |
|                                                                        | Cesare Bozzano        | 111.403     | 38,9        | 71.521      | 25,0        | Partito Democratico della Sinistra | 47.492  | 16,6 | 3       |
| Partito della Rifondazione Comunista (A)                               | Cesare Bozzano        | 111.403     | 38,9        | 71.521      | 25,0        | 35.353                             | 12,4    | 3    |         |
| Partito Popolare Italiano                                              | Cesare Bozzano        | 111.403     | 38,9        | 71.521      | 25,0        | 15.576                             | 5,4     | 1    |         |
| Socialisti Pattisti (B)                                                | Cesare Bozzano        | 111.403     | 38,9        | 71.521      | 25,0        | 9.748                              | 3,4     | –    |         |
| Federazione dei Verdi                                                  | Cesare Bozzano        | 111.403     | 38,9        | 71.521      | 25,0        | 6.697                              | 2,3     | –    |         |
| Rinnovamento Italiano                                                  | Cesare Bozzano        | 111.403     | 38,9        | 71.521      | 25,0        | 1.756                              | 0,6     | –    |         |
| Mandate der Listengruppe                                               | Cesare Bozzano        | 111.403     | 38,9        | 71.521      | 25,0        | –                                  | –       | 1    |         |
| ↳ Gesamt                                                               | Cesare Bozzano        | 111.403     | 38,9        | 71.521      | 25,0        | 116.622                            | 40,8    | 8    |         |
|                                                                        | Enzo Casali           |             |             | 61.615      | 21,5        | Lega Nord                          | 56.129  | 19,6 | 3       |
| Agricoltura Padana                                                     | Enzo Casali           | 5.486       | 1,9         | 61.615      | 21,5        | –                                  |         |      |         |
| Mandate der Listengruppe                                               | Enzo Casali           | –           | –           | 61.615      | 21,5        | 1                                  |         |      |         |
| ↳ Gesamt                                                               | Enzo Casali           | 61.615      | 21,5        | 61.615      | 21,5        | 4                                  |         |      |         |
|                                                                        | Giuseppe Carlo Abbà   |             |             | 35.353      | 12,4        | (A)                                | –       | –    | –       |
|                                                                        | Emiangelo Vercesi     |             |             | 9.748       | 3,4         | (B)                                | –       | –    | –       |
|                                                                        | Cesare Brusotti       |             |             | 2.831       | 1,0         | Lista Autonomista                  | 2.831   | 1,0  | –       |
| Gesamt                                                                 | Gesamt                | 231.383     | 100         | 286.106     | 100         |                                    | 286.106 | 100  | 30      |
|                                                                        |                       |             |             |             |             |                                    |         |      |         |
| Quellen: Innenministerium, Kandidaten – Listen – 2. Wahlgang – Mandate |                       |             |             |             |             |                                    |         |      |         |

### Provinz Gorizia
| Kandidaten                                                             | Kandidaten               | 2. Wahlgang | 2. Wahlgang | 1. Wahlgang  | 1. Wahlgang | Listen | Stimmen | %   | Mandate |
| Kandidaten                                                             | Kandidaten               | Stimmen     | %           | Stimmen      | %           | Listen | Stimmen | %   | Mandate |
| ---------------------------------------------------------------------- | ------------------------ | ----------- | ----------- | ------------ | ----------- | ------ | ------- | --- | ------- |
|                                                                        | Giorgio Brandolingewählt | 35.012      | 44,9        | L’Ulivo      | 24.500      | 31,4   | 10      |     |         |
| Partito della Rifondazione Comunista                                   | Giorgio Brandolingewählt | 35.012      | 44,9        | 10.512       | 13,5        | 4      |         |     |         |
| ↳ Gesamt                                                               | Giorgio Brandolingewählt | 35.012      | 44,9        | 35.012       | 44,9        | 14     |         |     |         |
|                                                                        | Antonio Devetag          | 30.923      | 39,6        | Forza Italia | 12.901      | 16,5   | 3       |     |         |
| Alleanza Nazionale                                                     | Antonio Devetag          | 30.923      | 39,6        | 10.304       | 13,2        | 2      |         |     |         |
| Cristiani Democratici Uniti                                            | Antonio Devetag          | 30.923      | 39,6        | 5.631        | 7,2         | 1      |         |     |         |
| Centro Cristiano Democratico                                           | Antonio Devetag          | 30.923      | 39,6        | 2.087        | 2,7         | –      |         |     |         |
| Mandate der Listengruppe                                               | Antonio Devetag          | 30.923      | 39,6        | –            | –           | 1      |         |     |         |
| ↳ Gesamt                                                               | Antonio Devetag          | 30.923      | 39,6        | 30.923       | 39,6        | 7      |         |     |         |
|                                                                        | Monica Marcolini         | 12.107      | 15,5        | Lega Nord    | 12.107      | 15,5   | 3       |     |         |
| Gesamt                                                                 | Gesamt                   | 74.730      | 100         | 78.042       | 100         |        | 78.042  | 100 | 24      |
|                                                                        |                          |             |             |              |             |        |         |     |         |
| Quellen: Innenministerium, Kandidaten – Listen – 2. Wahlgang – Mandate |                          |             |             |              |             |        |         |     |         |

### Provinz Ravenna
| Kandidaten                                     | Kandidaten                | Stimmen | %    | Listen                             | Stimmen | %    | Mandate |
| ---------------------------------------------- | ------------------------- | ------- | ---- | ---------------------------------- | ------- | ---- | ------- |
|                                                | Gabriele Albonettigewählt | 148.207 | 65,8 | Partito Democratico della Sinistra | 92.308  | 41,0 | 14      |
| Partito della Rifondazione Comunista           | Gabriele Albonettigewählt | 148.207 | 65,8 | 25.886                             | 11,5    | 3    |         |
| Partito Popolare Italiano                      | Gabriele Albonettigewählt | 148.207 | 65,8 | 13.984                             | 6,2     | 2    |         |
| Partito Repubblicano Italiano                  | Gabriele Albonettigewählt | 148.207 | 65,8 | 13.026                             | 5,8     | 2    |         |
| Socialisti Italiani                            | Gabriele Albonettigewählt | 148.207 | 65,8 | 3.003                              | 1,3     | –    |         |
| ↳ Gesamt                                       | Gabriele Albonettigewählt | 148.207 | 65,8 | 148.207                            | 65,8    | 21   |         |
|                                                | Mario Maldini             | 32.348  | 14,4 | Forza Italia                       | 32.348  | 14,4 | 4       |
|                                                | Francesco Villa           | 28.333  | 12,6 | Alleanza Nazionale                 | 19.097  | 8,5  | 2       |
| CCD – CDU                                      | Francesco Villa           | 28.333  | 12,6 | 9.236                              | 4,1     | 1    |         |
| Mandate der Listengruppe                       | Francesco Villa           | 28.333  | 12,6 | –                                  | –       | 1    |         |
| ↳ Gesamt                                       | Francesco Villa           | 28.333  | 12,6 | 28.333                             | 12,6    | 4    |         |
|                                                | Guglielmo Zauli           | 9.626   | 4,3  | Lega Nord                          | 9.626   | 4,3  | 1       |
|                                                | Natale Belosi             | 6.738   | 3,0  | Federazione dei Verdi              | 6.738   | 3,0  | –       |
| Gesamt                                         | Gesamt                    | 225.252 | 100  |                                    | 225.252 | 100  | 30      |
|                                                |                           |         |      |                                    |         |      |         |
| Quellen: Innenministerium, Kandidaten – Listen |                           |         |      |                                    |         |      |         |

### Provinz Lucca
| Kandidaten                                                             | Kandidaten                 | 2. Wahlgang | 2. Wahlgang | 1. Wahlgang | 1. Wahlgang | Listen                   | Stimmen | %    | Mandate |
| Kandidaten                                                             | Kandidaten                 | Stimmen     | %           | Stimmen     | %           | Listen                   | Stimmen | %    | Mandate |
| ---------------------------------------------------------------------- | -------------------------- | ----------- | ----------- | ----------- | ----------- | ------------------------ | ------- | ---- | ------- |
|                                                                        | Andrea Tagliasacchigewählt | 94.491      | 49,2        | 89.053      | 46,4        | L’Ulivo                  | 55.870  | 29,1 | 11      |
| Partito della Rifondazione Comunista                                   | Andrea Tagliasacchigewählt | 94.491      | 49,2        | 89.053      | 46,4        | 33.183                   | 17,3    | 6    |         |
| Ambiente e Futuro (A)                                                  | Andrea Tagliasacchigewählt | 94.491      | 49,2        | 89.053      | 46,4        | 6.946                    | 3,6     | 1    |         |
| ↳ Gesamt                                                               | Andrea Tagliasacchigewählt | 94.491      | 49,2        | 89.053      | 46,4        | 95.999                   | 50,0    | 18   |         |
|                                                                        | Guido Moutier              | 91.487      | 47,7        | 89.200      | 46,5        | Forza Italia – CCD – CDU | 45.625  | 23,8 | 6       |
| Alleanza Nazionale                                                     | Guido Moutier              | 91.487      | 47,7        | 89.200      | 46,5        | 43.575                   | 22,7    | 5    |         |
| Mandate der Listengruppe                                               | Guido Moutier              | 91.487      | 47,7        | 89.200      | 46,5        | –                        | –       | 1    |         |
| ↳ Gesamt                                                               | Guido Moutier              | 91.487      | 47,7        | 89.200      | 46,5        | 89.200                   | 46,5    | 12   |         |
|                                                                        | Maria Abate Puccinelli     |             |             | 6.946       | 3,6         | (A)                      | –       | –    | –       |
|                                                                        | Norberto Eraldo Catelani   |             |             | 6.721       | 3,5         | Lega Nord                | 6.721   | 3,5  | –       |
| Gesamt                                                                 | Gesamt                     | 185.978     | 100         | 191.920     | 100         |                          | 191.920 | 100  | 20      |
|                                                                        |                            |             |             |             |             |                          |         |      |         |
| Quellen: Innenministerium, Kandidaten – Listen – 2. Wahlgang – Mandate |                            |             |             |             |             |                          |         |      |         |

### Provinz Viterbo
| Kandidaten                                                             | Kandidaten           | 2. Wahlgang | 2. Wahlgang | 1. Wahlgang | 1. Wahlgang | Listen                             | Stimmen | %    | Mandate |
| Kandidaten                                                             | Kandidaten           | Stimmen     | %           | Stimmen     | %           | Listen                             | Stimmen | %    | Mandate |
| ---------------------------------------------------------------------- | -------------------- | ----------- | ----------- | ----------- | ----------- | ---------------------------------- | ------- | ---- | ------- |
|                                                                        | Giulio Marinigewählt | 85.549      | 48,2        | 82.885      | 46,7        | Alleanza Nazionale                 | 36.091  | 20,3 | 6       |
| Forza Italia                                                           | Giulio Marinigewählt | 85.549      | 48,2        | 82.885      | 46,7        | 19.966                             | 11,2    | 3    |         |
| Cristiani Democratici Uniti                                            | Giulio Marinigewählt | 85.549      | 48,2        | 82.885      | 46,7        | 15.654                             | 8,8     | 3    |         |
| Centro Cristiano Democratico                                           | Giulio Marinigewählt | 85.549      | 48,2        | 82.885      | 46,7        | 11.174                             | 6,3     | 2    |         |
| ↳ Gesamt                                                               | Giulio Marinigewählt | 85.549      | 48,2        | 82.885      | 46,7        | 82.885                             | 46,7    | 14   |         |
|                                                                        | Ugo Nardini          | 78.998      | 44,5        | 62.833      | 35,4        | Partito Democratico della Sinistra | 41.939  | 23,6 | 5       |
| Partito Popolare Italiano – Rinnovamento Italiano – PRI                | Ugo Nardini          | 78.998      | 44,5        | 62.833      | 35,4        | 18.432                             | 10,4    | 2    |         |
| Partito della Rifondazione Comunista (A)                               | Ugo Nardini          | 78.998      | 44,5        | 62.833      | 35,4        | 16.736                             | 9,4     | 2    |         |
| Socialisti Italiani (B)                                                | Ugo Nardini          | 78.998      | 44,5        | 62.833      | 35,4        | 6.698                              | 3,8     | –    |         |
| Federazione dei Verdi                                                  | Ugo Nardini          | 78.998      | 44,5        | 62.833      | 35,4        | 2.462                              | 1,4     | –    |         |
| Mandate der Listengruppe                                               | Ugo Nardini          | 78.998      | 44,5        | 62.833      | 35,4        | –                                  | –       | 1    |         |
| ↳ Gesamt                                                               | Ugo Nardini          | 78.998      | 44,5        | 62.833      | 35,4        | 86.267                             | 48,6    | 10   |         |
|                                                                        | Marcello Giovannini  |             |             | 16.736      | 9,4         | (A)                                | –       | –    | –       |
|                                                                        | Camillo Fiaschetti   |             |             | 6.698       | 3,8         | (B)                                | –       | –    | –       |
|                                                                        | Rosa Maria Manfredi  |             |             | 4.372       | 2,5         | Fiamma Tricolore                   | 4.372   | 2,5  | –       |
|                                                                        | Giuseppe Lazzarini   |             |             | 2.513       | 1,4         | Movimento Autonomo per la Tuscia   | 2.513   | 1,4  | –       |
|                                                                        | Giuseppe Benito Sini |             |             | 1.562       | 0,9         | La Rete                            | 1.562   | 0,9  | –       |
| Gesamt                                                                 | Gesamt               | 164.547     | 100         | 177.599     | 100         |                                    | 177.599 | 100  | 24      |
|                                                                        |                      |             |             |             |             |                                    |         |      |         |
| Quellen: Innenministerium, Kandidaten – Listen – 2. Wahlgang – Mandate |                      |             |             |             |             |                                    |         |      |         |

## Wahlergebnisse – 2. Semester

### Provinz Como
| Kandidaten                                                             | Kandidaten           | 2. Wahlgang | 2. Wahlgang | 1. Wahlgang               | 1. Wahlgang | Listen | Stimmen | %   | Mandate |
| Kandidaten                                                             | Kandidaten           | Stimmen     | %           | Stimmen                   | %           | Listen | Stimmen | %   | Mandate |
| ---------------------------------------------------------------------- | -------------------- | ----------- | ----------- | ------------------------- | ----------- | ------ | ------- | --- | ------- |
|                                                                        | Armando Selvagewählt | 93.541      | 33,1        | Lega Nord                 | 93.541      | 33,1   | 18      |     |         |
|                                                                        | Pierluigi Tagliabue  | 86.967      | 30,7        | Forza Italia – CCD – CDU  | 60.055      | 21,2   | 4       |     |         |
| Alleanza Nazionale                                                     | Pierluigi Tagliabue  | 86.967      | 30,7        | 26.912                    | 9,5         | 1      |         |     |         |
| Mandate der Listengruppe                                               | Pierluigi Tagliabue  | 86.967      | 30,7        | –                         | –           | 1      |         |     |         |
| ↳ Gesamt                                                               | Pierluigi Tagliabue  | 86.967      | 30,7        | 86.967                    | 30,7        | 6      |         |     |         |
|                                                                        | Giovanni Orsenigo    | 85.058      | 30,1        | Centro-sinistra           | 37.121      | 13,1   | 2       |     |         |
| Partito Popolare Italiano – Rinnovamento Italiano – Verdi              | Giovanni Orsenigo    | 85.058      | 30,1        | 26.169                    | 9,3         | 2      |         |     |         |
| Partito della Rifondazione Comunista                                   | Giovanni Orsenigo    | 85.058      | 30,1        | 21.768                    | 7,7         | 1      |         |     |         |
| Mandate der Listengruppe                                               | Giovanni Orsenigo    | 85.058      | 30,1        | –                         | –           | 1      |         |     |         |
| ↳ Gesamt                                                               | Giovanni Orsenigo    | 85.058      | 30,1        | 85.058                    | 30,1        | 6      |         |     |         |
|                                                                        | Franco Giorcelli     | 7.464       | 2,6         | Lista Autonomista         | 7.464       | 2,6    | –       |     |         |
|                                                                        | Paolo Ceruti         | 9.796       | 3,5         | Socialisti Italiani Uniti | 9.796       | 3,5    | –       |     |         |
| Gesamt                                                                 | Gesamt               | 194.788     | 100         | 282.826                   | 100         |        | 282.826 | 100 | 30      |
|                                                                        |                      |             |             |                           |             |        |         |     |         |
| Quellen: Innenministerium, Kandidaten – Listen – 2. Wahlgang – Mandate |                      |             |             |                           |             |        |         |     |         |

### Provinz Varese
| Kandidaten                                                             | Kandidaten              | 2. Wahlgang | 2. Wahlgang | 1. Wahlgang                        | 1. Wahlgang | Listen | Stimmen | %   | Mandate |
| Kandidaten                                                             | Kandidaten              | Stimmen     | %           | Stimmen                            | %           | Listen | Stimmen | %   | Mandate |
| ---------------------------------------------------------------------- | ----------------------- | ----------- | ----------- | ---------------------------------- | ----------- | ------ | ------- | --- | ------- |
|                                                                        | Massimo Ferrariogewählt | 171.511     | 38,1        | Lega Nord                          | 171.511     | 38,1   | 22      |     |         |
|                                                                        | Graziano Maffioli       | 139.494     | 31,0        | Forza Italia                       | 79.092      | 17,5   | 4       |     |         |
| Alleanza Nazionale                                                     | Graziano Maffioli       | 139.494     | 31,0        | 35.344                             | 7,8         | 1      |         |     |         |
| CCD – CDU                                                              | Graziano Maffioli       | 139.494     | 31,0        | 25.058                             | 5,6         | 1      |         |     |         |
| Mandate der Listengruppe                                               | Graziano Maffioli       | 139.494     | 31,0        | –                                  | –           | 1      |         |     |         |
| ↳ Gesamt                                                               | Graziano Maffioli       | 139.494     | 31,0        | 139.494                            | 31,0        | 7      |         |     |         |
|                                                                        | Sergio Caramella        | 128.253     | 28,5        | Partito Democratico della Sinistra | 62.204      | 13,8   | 3       |     |         |
| Partito della Rifondazione Comunista                                   | Sergio Caramella        | 128.253     | 28,5        | 32.786                             | 7,3         | 2      |         |     |         |
| Partito Popolare Italiano                                              | Sergio Caramella        | 128.253     | 28,5        | 26.870                             | 6,0         | 1      |         |     |         |
| Partito Repubblicano Italiano – Socialisti Italiani                    | Sergio Caramella        | 128.253     | 28,5        | 6.393                              | 1,4         | –      |         |     |         |
| Mandate der Listengruppe                                               | Sergio Caramella        | 128.253     | 28,5        | –                                  | –           | 1      |         |     |         |
| ↳ Gesamt                                                               | Sergio Caramella        | 128.253     | 28,5        | 128.253                            | 28,5        | 7      |         |     |         |
|                                                                        | Oreste Zanutto          | 11.410      | 2,5         | Verdi Alternativi                  | 11.410      | 2,5    | –       |     |         |
| Gesamt                                                                 | Gesamt                  | 301.199     | 100         | 450.668                            | 100         |        | 450.668 | 100 | 36      |
|                                                                        |                         |             |             |                                    |             |        |         |     |         |
| Quellen: Innenministerium, Kandidaten – Listen – 2. Wahlgang – Mandate |                         |             |             |                                    |             |        |         |     |         |

### Provinz Vicenza
| Kandidaten                                                             | Kandidaten              | 2. Wahlgang | 2. Wahlgang | 1. Wahlgang                              | 1. Wahlgang | Listen | Stimmen | %   | Mandate |
| Kandidaten                                                             | Kandidaten              | Stimmen     | %           | Stimmen                                  | %           | Listen | Stimmen | %   | Mandate |
| ---------------------------------------------------------------------- | ----------------------- | ----------- | ----------- | ---------------------------------------- | ----------- | ------ | ------- | --- | ------- |
|                                                                        | Manuela Dal Lagogewählt | 180.259     | 41,4        | Lega Nord                                | 180.259     | 41,4   | 22      |     |         |
|                                                                        | Giuseppe Doppio         | 108.611     | 24,9        | Patto per il Vicentino – Veneto Autonomo | 108.611     | 24,9   | 6       |     |         |
|                                                                        | Giuseppe Castaman       | 96.124      | 22,1        | Alleanza Nazionale                       | 36.766      | 8,4    | 2       |     |         |
| Centro Veneto Federato (Forza Italia – CDU)                            | Giuseppe Castaman       | 96.124      | 22,1        | 35.696                                   | 8,2         | 2      |         |     |         |
| Centro Cristiano Democratico – Patto Segni                             | Giuseppe Castaman       | 96.124      | 22,1        | 23.662                                   | 5,4         | 1      |         |     |         |
| Mandate der Listengruppe                                               | Giuseppe Castaman       | 96.124      | 22,1        | –                                        | –           | 1      |         |     |         |
| ↳ Gesamt                                                               | Giuseppe Castaman       | 96.124      | 22,1        | 96.124                                   | 22,1        | 6      |         |     |         |
|                                                                        | Luciano Ceretta         | 26.212      | 6,0         | Partito della Rifondazione Comunista     | 26.212      | 6,0    | 1       |     |         |
|                                                                        | Luigino Chemello        | 20.064      | 4,6         | Nordest Federalismo Veneto               | 20.064      | 4,6    | 1       |     |         |
|                                                                        | Enzo Trentin            | 4.313       | 1,0         | Unione                                   | 4.313       | 1,0    | –       |     |         |
| Gesamt                                                                 | Gesamt                  | 339.239     | 100         | 435.583                                  | 100         |        | 435.583 | 100 | 36      |
|                                                                        |                         |             |             |                                          |             |        |         |     |         |
| Quellen: Innenministerium, Kandidaten – Listen – 2. Wahlgang – Mandate |                         |             |             |                                          |             |        |         |     |         |

### Provinz Genua
| Kandidaten                                                             | Kandidaten            | 2. Wahlgang | 2. Wahlgang | 1. Wahlgang | 1. Wahlgang | Listen                             | Stimmen | %    | Mandate |
| Kandidaten                                                             | Kandidaten            | Stimmen     | %           | Stimmen     | %           | Listen                             | Stimmen | %    | Mandate |
| ---------------------------------------------------------------------- | --------------------- | ----------- | ----------- | ----------- | ----------- | ---------------------------------- | ------- | ---- | ------- |
|                                                                        | Marta Vincenzigewählt | 258.983     | 55,5        | 217.470     | 46,6        | Partito Democratico della Sinistra | 141.400 | 30,3 | 13      |
| Partito della Rifondazione Comunista (A)                               | Marta Vincenzigewählt | 258.983     | 55,5        | 217.470     | 46,6        | 45.236                             | 9,7     | 4    |         |
| Partito Popolare Italiano                                              | Marta Vincenzigewählt | 258.983     | 55,5        | 217.470     | 46,6        | 30.331                             | 6,5     | 2    |         |
| Rinnovamento Italiano                                                  | Marta Vincenzigewählt | 258.983     | 55,5        | 217.470     | 46,6        | 19.696                             | 4,2     | 1    |         |
| Federazione dei Verdi                                                  | Marta Vincenzigewählt | 258.983     | 55,5        | 217.470     | 46,6        | 15.264                             | 3,3     | 1    |         |
| Partito Repubblicano Italiano – Socialisti Italiani                    | Marta Vincenzigewählt | 258.983     | 55,5        | 217.470     | 46,6        | 10.779                             | 2,3     | 1    |         |
| ↳ Gesamt                                                               | Marta Vincenzigewählt | 258.983     | 55,5        | 217.470     | 46,6        | 262.706                            | 56,3    | 22   |         |
|                                                                        | Gian Nicola Amoretti  | 157.496     | 33,8        | 140.521     | 30,1        | Forza Italia                       | 72.734  | 15,6 | 5       |
| Alleanza Nazionale                                                     | Gian Nicola Amoretti  | 157.496     | 33,8        | 140.521     | 30,1        | 49.181                             | 10,5    | 3    |         |
| CCD – CDU                                                              | Gian Nicola Amoretti  | 157.496     | 33,8        | 140.521     | 30,1        | 18.606                             | 4,0     | 1    |         |
| Mandate der Listengruppe                                               | Gian Nicola Amoretti  | 157.496     | 33,8        | 140.521     | 30,1        | –                                  | –       | 1    |         |
| ↳ Gesamt                                                               | Gian Nicola Amoretti  | 157.496     | 33,8        | 140.521     | 30,1        | 140.521                            | 30,1    | 10   |         |
|                                                                        | Giovanni Duglio       |             |             | 45.236      | 9,7         | (A)                                | –       | –    | –       |
|                                                                        | Natale Gatto          |             |             | 34.163      | 7,3         | Lega Nord                          | 34.163  | 7,3  | 2       |
|                                                                        | Marco Fallabrini      |             |             | 28.867      | 6,2         | Genova Nuova                       | 28.867  | 6,2  | 2       |
| Gesamt                                                                 | Gesamt                | 416.479     | 100         | 466.257     | 100         |                                    | 466.257 | 100  | 36      |
|                                                                        |                       |             |             |             |             |                                    |         |      |         |
| Quellen: Innenministerium, Kandidaten – Listen – 2. Wahlgang – Mandate |                       |             |             |             |             |                                    |         |      |         |

### Provinz La Spezia
| Kandidaten                                     | Kandidaten                | Stimmen | %    | Listen                              | Stimmen | %    | Mandate |
| ---------------------------------------------- | ------------------------- | ------- | ---- | ----------------------------------- | ------- | ---- | ------- |
|                                                | Giuseppe Ricciardigewählt | 72.033  | 62,2 | Partito Democratico della Sinistra  | 35.705  | 30,8 | 9       |
| Partito della Rifondazione Comunista           | Giuseppe Ricciardigewählt | 72.033  | 62,2 | 15.544                              | 13,4    | 4    |         |
| Partito Popolare Italiano                      | Giuseppe Ricciardigewählt | 72.033  | 62,2 | 11.907                              | 10,3    | 3    |         |
| Socialisti Italiani                            | Giuseppe Ricciardigewählt | 72.033  | 62,2 | 5.465                               | 4,7     | 1    |         |
| Rinnovamento Italiano – Unione Pensionati      | Giuseppe Ricciardigewählt | 72.033  | 62,2 | 3.412                               | 2,9     | –    |         |
| ↳ Gesamt                                       | Giuseppe Ricciardigewählt | 72.033  | 62,2 | 72.033                              | 62,2    | 17   |         |
|                                                | Carlo Colliva             | 19.114  | 16,5 | Forza Italia – CDU – Patto Segni    | 19.114  | 16,5 | 4       |
|                                                | Aldo De Luca              | 14.479  | 12,5 | Alleanza Nazionale                  | 14.479  | 12,5 | 3       |
|                                                | Giuseppe Impallomeni      | 3.779   | 3,3  | Centro Cristiano Democratico        | 2.096   | 1,8  | –       |
| Lavorando per La Spezia                        | Giuseppe Impallomeni      | 3.779   | 3,3  | 1.683                               | 1,5     | –    |         |
| ↳ Gesamt                                       | Giuseppe Impallomeni      | 3.779   | 3,3  | 3.779                               | 3,3     | –    |         |
|                                                | Nicola Giusteschi Conti   | 3.325   | 2,9  | Città del Sole                      | 3.325   | 2,9  | –       |
|                                                | Alessandro Ricco          | 1.940   | 1,7  | Fiamma Tricolore                    | 1.940   | 1,7  | –       |
|                                                | Pier Vittorio Gatti       | 1.097   | 0,9  | Indipendenti per la Nuova Provincia | 1.097   | 0,9  | –       |
| Gesamt                                         | Gesamt                    | 115.767 | 100  |                                     | 115.767 | 100  | 24      |
|                                                |                           |         |      |                                     |         |      |         |
| Quellen: Innenministerium, Kandidaten – Listen |                           |         |      |                                     |         |      |         |